# Lela Karagianni
Eleni "Lela" Karagianni, (in greco: Λέλα Καραγιάννη [ˈlela karaˈʝani]) (Limni, 1898 – Atene, 8 settembre 1944), è stata una partigiana greca, fu una leader della resistenza greca durante la seconda guerra mondiale. Lavorò per coordinare le cellule di resistenza greche e le loro attività contro le forze occupanti dell'Asse. Catturata e torturata dai tedeschi nel 1944, fu mandata nel campo di concentramento di Haidari e giustiziata da un plotone di esecuzione l'8 settembre 1944.

## Biografia

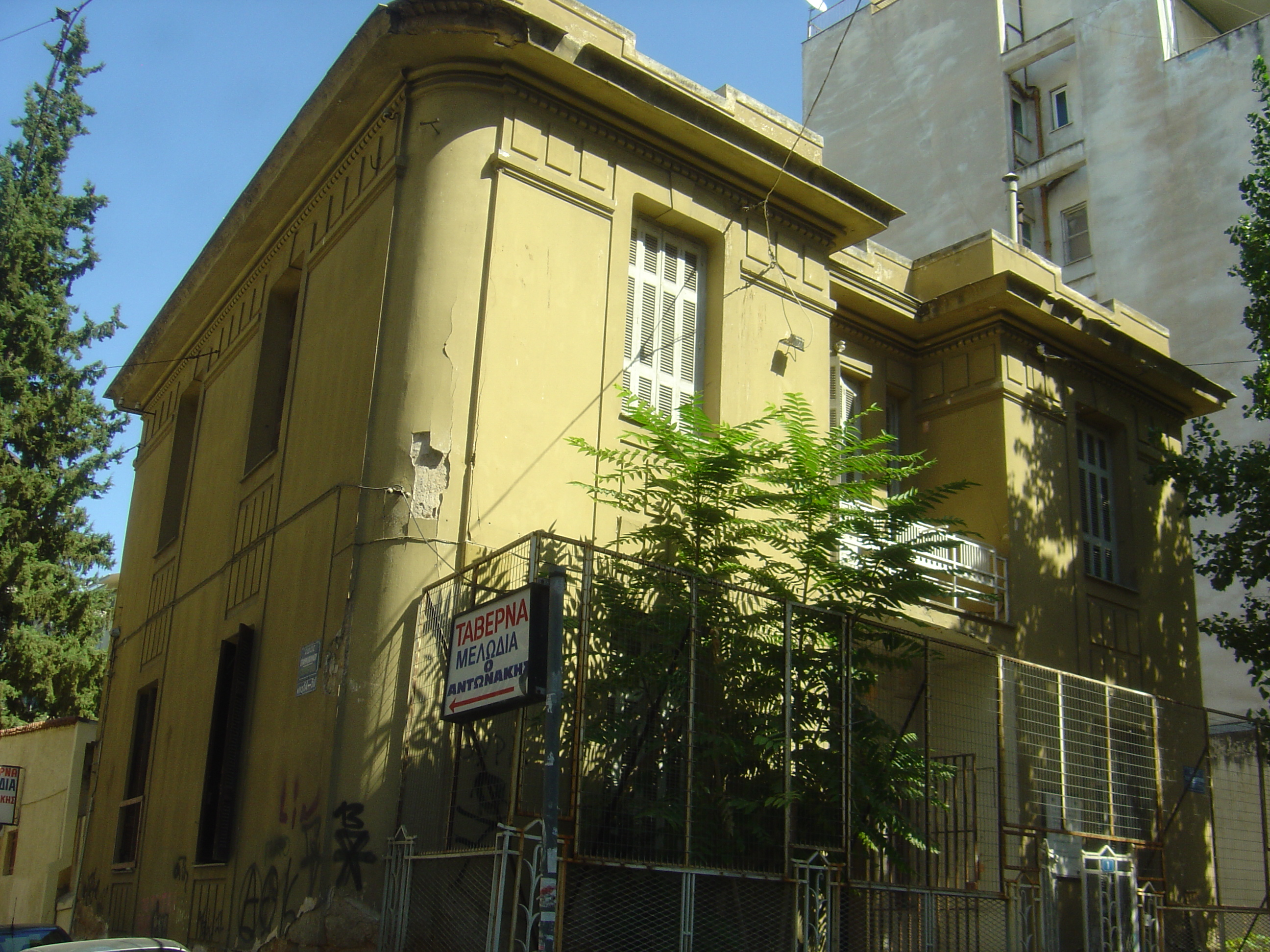
La casa di Karagianni

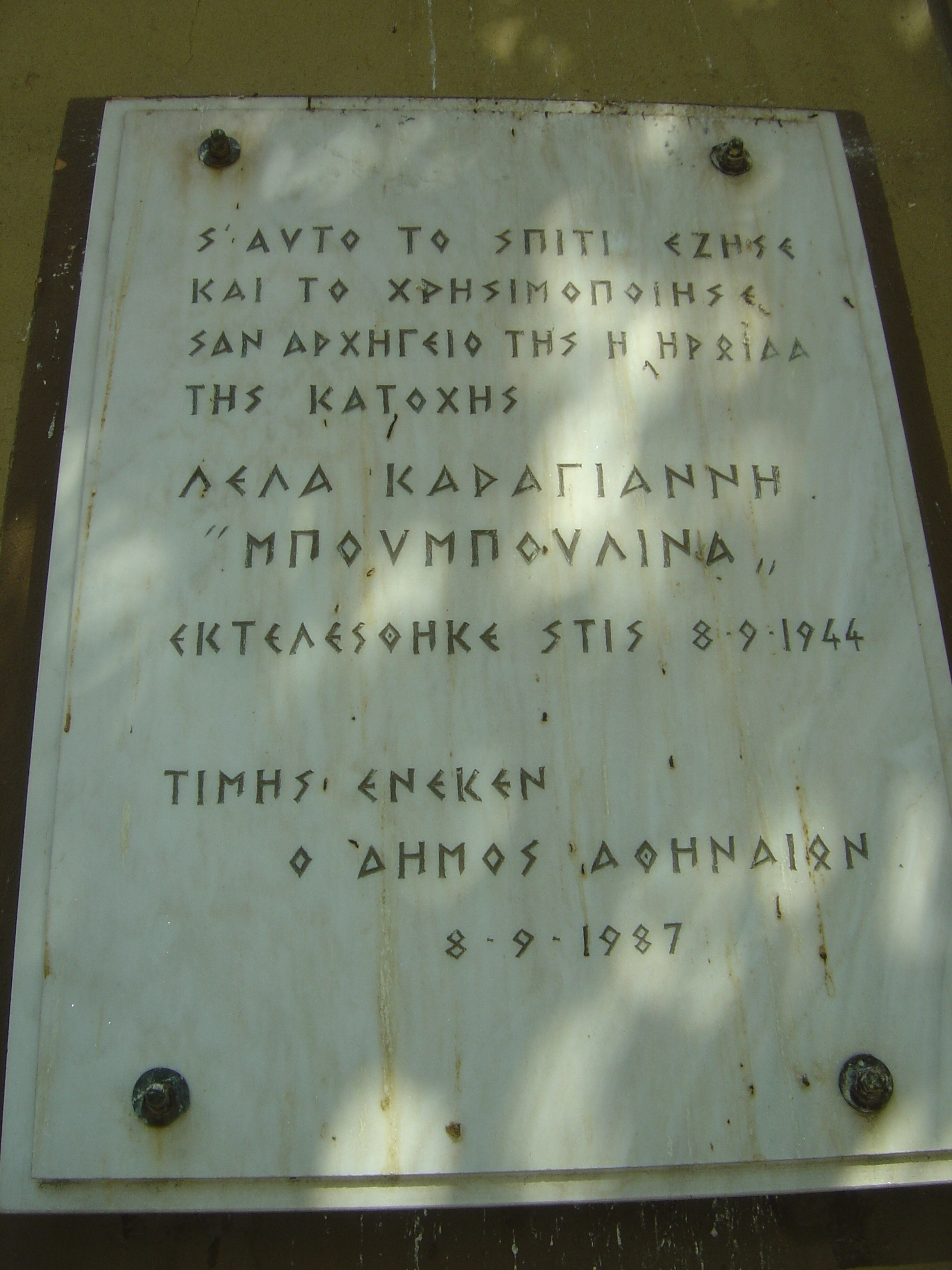
Targa in marmo presso la casa di Lela Karagianni nel centro di Atene

Lela Karagianni, scritto anche Karayanni, nacque a Limni, in Eubea. Prima della seconda guerra mondiale, Karagianni fu una casalinga ad Atene. Suo marito fu un farmacista e la coppia insieme ebbe sette figli. Quando le potenze dell'Asse invasero e occuparono la Grecia nel 1941, i Karagianni fornirono le medicine ai soldati britannici in ritirata e in seguito aiutarono alcuni soldati bloccati per fuggire dal paese.
Con il proseguimento dell'occupazione, la famiglia divenne sempre più coinvolta nel nascente movimento di resistenza contro gli occupanti italiani di Atene; questo alla fine portò Lela, suo marito e i suoi figli maggiori a unirsi alla Lega Nazionale Repubblicana Greca, comunemente nota come EDES. Lela formò la propria cellula all'interno del movimento più ampio, nome in codice "Bouboulina" in riferimento alla sua bisnonna Laskarina Bouboulina, una donna capitano greca che combatté contro l'Impero Ottomano durante la Guerra d'Indipendenza greca.
Lela e i suoi compagni partigiani operarono dalla farmacia del marito ad Atene e da un monastero a Megara: la cellula distribuiva informazioni alle altre cellule, aiutò i ricercati nelle aree controllate dalle forze partigiane greche, falsificò i documenti e si coordinò con l'intelligence militare britannica per interrompere l'occupazione dell'Asse.
Nel luglio 1944 Lela fu arrestata ad Atene dalle forze tedesche e portata al quartier generale delle SS ad Atene. Fu torturata per diversi giorni prima di essere mandata nel campo di concentramento di Haidari alla periferia di Atene. Durante l'internamento, Lela continuò a coordinare lo sforzo di resistenza contro i tedeschi. Fu giustiziata, lei e altri membri della resistenza catturati, da un plotone di esecuzione la mattina dell'8 settembre 1944, appena 34 giorni prima che Atene fosse liberata dalle forze alleate.

## Eredità
Dopo la guerra, Lela Karagianni e la sua famiglia (suo marito, le figlie e i figli sono sopravvissuti alla guerra) furono onorati per i loro sforzi durante il conflitto. Un busto di Karagianni fu commissionato dall'Unione delle scienziate greche nel 1963. Nel 2011 è stata riconosciuta Giusta tra le nazioni.
Nel centro di Atene fu intitolata una strada in suo nome, vicino a casa sua, ora monumento protetto.